# آلورد کلارک
آلورد کلارک (انگلیسی: Alured Clarke؛ ۲۴ نوامبر ۱۷۴۴ – ۱۶ سپتامبر ۱۸۳۲) نظامی و سیاست‌مدار اهل بریتانیا بود. وی همچنین برندهٔ جوایزی همچون نشان حمام شده‌است.